# Érika Reija
María Érika Reija López (Lugo, 13 de mayo de 1981) es una politóloga, periodista y corresponsal española.

## Biografía
Érika Reija es licenciada en Ciencias de la Información, rama Periodismo, por la Facultad de Ciencias de la Información (Universidad Complutense de Madrid) y en Ciencias políticas y Gobierno por la UNED. Además es experta en el mundo árabe.
Desde septiembre de 2004 a junio de 2015, fue redactora del área de Internacional de los Servicios Informativos de Televisión Española, siendo enviada especial en diversos destinos, desde donde informó sobre la revolución de la plaza Tahrir ocurrida en 2011 en Egipto, la Guerra de Libia de 2011 y el conflicto entre Israel y Palestina por la Franja de Gaza. También cubrió el rescate de los mineros chilenos de 2010 en la mina San José.
En 2011 trabajó en Buscamundos, un programa de turismo solidario emitido en La 2.
Entre el 1 de julio de 2015 y el 30 de junio de 2017, fue corresponsal de TVE en Rabat, en sustitución de Luis Pérez López. Como corresponsal en Marruecos, cubrió la información de aquel país y la de todo el continente africano.
Desde el 1 de julio de 2017 al 7 de marzo de 2022, pasó a la corresponsalía en Moscú. Como corresponsal de Televisión Española en Rusia, cubrió la información de aquel país y de los países que pertenecían a la Unión Soviética, siendo enviada especial en 2014 durante la anexión rusa de Crimea. Tuvo que abandonar la ciudad en 2022 durante la invasión de Ucrania debido a la aprobación de una nueva ley que sanciona con hasta 15 años de cárcel por la difusión de noticias que el gobierno ruso considere como falsas.

## Premios y reconocimientos
- Recibió en 2015 el premio «Entre Mulleres», otorgado por el ayuntamiento de Lugo.[10]
- Premio Internacional de Periodismo a la Mejor Corresponsal Española en 2018 por el Club Internacional de Prensa y la Asociación de Corresponsales de Prensa Extranjera.[11][12]
- En 2022 recibió el Premio José Couso a la libertad de prensa.[13]